# Saison 2002 de l'équipe cycliste AG2R Prévoyance
La saison 2002 de l'équipe cycliste AG2R Prévoyance est la onzième de cette équipe, lancée en 1992 et dirigée par Vincent Lavenu.

## Coureurs et encadrement technique

### Effectif
L'équipe est composée de 23 coureurs et 3 stagiaires,,.
Souffrant d'une décalcification des os et obligé de prendre de la testostérone pour se soigner, Sébastien Demarbaix a dû arrêter la compétition au mois de mai 2002 .
Laurent Paumier a rejoint l'équipe AG2R Prévoyance juste avant le Tour de France, mais n'en a jamais porté les couleurs. Contrôlé positif au GP du Midi-Libre, il a été suspendu en interne . Il a quitté l'équipe en cours de saison 2003, sans jamais en avoir porté le maillot.
| Cycliste             | Date de naissance | Nationalité | Équipe 2001                                                |
| -------------------- | ----------------- | ----------- | ---------------------------------------------------------- |
| Christophe Agnolutto | 6 décembre 1969   | France      | AG2R Prévoyance                                            |
| Mikel Astarloza      | 17 novembre 1979  | Espagne     | Olarra Ercoreca (équipe amateur)                           |
| Lauri Aus            | 4 novembre 1970   | Estonie     | AG2R Prévoyance                                            |
| Linas Balciunas      | 14 février 1978   | Lituanie    | AG2R Prévoyance                                            |
| Stéphane Bergès      | 9 janvier 1975    | France      | AG2R Prévoyance                                            |
| Alexandre Botcharov  | 26 février 1975   | Russie      | AG2R Prévoyance                                            |
| Ludovic Capelle      | 27 février 1976   | Belgique    | AG2R Prévoyance                                            |
| Inigo Chaurreau      | 14 avril 1973     | Espagne     | Euskaltel-Euskadi                                          |
| Sébastien Demarbaix  | 19 décembre 1973  | Belgique    | AG2R Prévoyance                                            |
| Laurent Estadieu     | 4 août 1975       | France      | AG2R Prévoyance                                            |
| Andy Flickinger      | 4 novembre 1978   | France      | Festina                                                    |
| Alexandre Grux       | 3 février 1976    | France      | AG2R Prévoyance                                            |
| Nicolas Inaudi       | 21 janvier 1978   | France      | AG2R Prévoyance                                            |
| Arturas Kasputis     | 26 février 1967   | Lituanie    | AG2R Prévoyance                                            |
| Jaan Kirsipuu        | 17 juillet 1969   | Estonie     | AG2R Prévoyance                                            |
| Julien Laidoun       | 24 janvier 1980   | France      | SO Charvieu-Chavagneux (équipe amateur) jusqu'en août 2002 |
| Thierry Loder        | 15 décembre 1975  | France      | AG2R Prévoyance                                            |
| Innar Mandoja        | 27 février 1978   | Estonie     | AG2R Prévoyance                                            |
| Christophe Oriol     | 28 février 1973   | France      | Jean Delatour                                              |
| Laurent Paumier      | 9 mars 1973       | France      | Oktos-Saint Quentin (jusqu'en juillet 2002)                |
| Nicolas Portal       | 23 avril 1979     | France      | GSC Blagnac (équipe amateur)                               |
| Olivier Trastour     | 30 décembre 1971  | France      | Jean Delatour                                              |
| Ludovic Turpin       | 22 mars 1975      | France      | AG2R Prévoyance                                            |
| Stagiaire            | Date de naissance | Nationalité | Équipe 2002                                                |
| Lloyd Mondory        | 26 avril 1982     | France      | Jean Floc'h (équipe amateur)                               |
| Erki Pütsep          | 25 mai 1976       | Estonie     | EC Saint-Etienne-Loire (équipe amateur)                    |
| Mark Scanlon         | 10 octobre 1980   | Irlande     | VC La Pomme Marseille (équipe amateur)                     |

### Encadrement
L'équipe est dirigée par Vincent Lavenu, Laurent Biondi et Gilles Mas .

## Bilan de la saison

### Victoires
L'équipe remporte 12 victoires ,,,.
| Date       | Course                                 | Pays     | Classe | Vainqueur        |
| ---------- | -------------------------------------- | -------- | ------ | ---------------- |
| 09/02/2002 | 4e étape de l'Etoile de Bessèges       | France   | 2.3    | Jaan Kirsipuu    |
| 10/02/2002 | 5e étape de l'Etoile de Bessèges       | France   | 2.3    | Jaan Kirsipuu    |
| 24/02/2002 | Classic Haribo                         | France   | 1.3    | Jaan Kirsipuu    |
| 03/03/2002 | Kuurne-Bruxelles-Kuurne                | Belgique | 1.2    | Jaan Kirsipuu    |
| 09/04/2002 | 1re étape du Circuit de la Sarthe      | France   | 2.3    | Ludovic Capelle  |
| 25/05/2002 | GP de Tartu                            | Estonie  | 1.5    | Jaan Kirsipuu    |
| 28/06/2002 | Championnat d'Estonie contre-la-montre | Estonie  | CN     | Jaan Kirsipuu    |
| 30/06/2002 | Championnat d'Estonie                  | Estonie  | CN     | Jaan Kirsipuu    |
| 11/07/2002 | 5e étape du Tour de France             | France   | GT     | Jaan Kirsipuu    |
| 15/08/2002 | 3e étape du Tour de l'Ain              | France   | 2.3    | Christophe Oriol |
| 16/08/2002 | Tour de l'Ain                          | France   | 2.3    | Christophe Oriol |
| 28/09/2002 | 2e étape de Paris-Corrèze              | France   | 2.3    | Andy Flickinger  |